# Asterisk (PBX)
Asterisk（アスタリスク）は、アメリカアラバマ州のデジウム (Digium, Inc.) が開発しているオープンソースのIP-PBXのソフトウェア。
GPL 2 ライセンスで配布。ネーミングはアスタリスクマーク（＊）に由来する。

## 概要
開発者はアメリカ企業デジウムのマーク・スペンサー。開発は同社が行っているがオープンソースであり、世界中のプログラマが開発に貢献している。
多くのOSにポーティングされており、Linux、FreeBSD、OpenBSD、NetBSD、Solaris 、macOSで動作する。Windows 向けにAsteriskWin32 (Asterisk on Windows) もある。

## 特徴
特徴として次の点があげられる。
- ボイスメール機能。留守番電話の機能として、不在時などにメッセージを記録することが可能。
- 音声会議機能。MeetMeと呼ばれ、電話会議サービスを動作させることが可能。
- 自動音声応答（IVR）機能。音声による自動応答を作成し、動作させることが可能。
- 自動着信呼配分（ACD:Automatic Call Distributor）機能。コールセンターで利用されるような、待ち時間順でつなぐことや一斉着信などの機能。
- PSTN（公衆交換電話網）への接続が可能。デジウム社やその他で発売されている回線ボードにより接続を行う。この回線ボードをZaptelコンパチブルカードと呼ぶ。この多くは日本では技術基準適合認定されたものではない（技適マークが無い。）ので直接に接続することができない。ISPの行っているIP電話やひかり電話などをレジスターし利用する方法などで回線ボードなしで利用することも実現されている。
- 保留機能。パーク保留機能が可能。日本のラインキーによる部分はまだ実装されはじめた段階。擬似的なラインキーとして利用する方法では可能。保留音は自由に選曲することができる。
- AGI ( Asterisk Gateway Interface（英語版） )といわれるスクリプト連動機能。CGIのような使い方でモジュールを書くことが可能。
- SLA(Shared Line Appearances)サポート。
- T.38 パススルーサポート
- SNMP サポート

### 利用可能なプロトコル
- SIP　(Session Initiation Protocol)
- H.323
- IAX (Inter-Asterisk eXchange)
- MGCP (Media Gateway Control Protocol)
- Skinny (SCCP/Skinny Call Control Protocol)
- UNISTIM (Nortel UNIStim/Unified Networks IP Stimulus)
- XMPP (Extensible Messaging and Presence Protocol)

### 利用可能な音声圧縮コーデック
- ADPCM
- G.711（A-law と μ-law）
- G.722
- G.723.1（パススルーのみ）
- G.726（G.726 RFC3551とG.726 AAL2）
- G.729 (G.729A)
- GSM
- iLBC
- SLIN (Signed Linear PCM)
- LPC-10
- Speex　(SpeeX)

## 歴史
- 2002年
  - 1月 0.1.10がリリース。

- 2003年
  - 4月 0.4.0 がリリース。

- 2004年
  - 9月 1.0.0 がリリース。

- 2005年
  - 11月 1.2.0 がリリース。

- 2006年
  - 12月 1.4.0 がリリース。

- 2008年
  - 10月 1.6.0 がリリース。

- 2010年
  - 10月 1.8.0 がリリース。

- 2011年
  - 12月 10.0.0 がリリース。

- 2012年
  - 10月 11.0.0 がリリース。

- 2013年
  - 12月 12.0.0 がリリース。

- 2014年
  - 10月 13.0.0 がリリース。

### 公式サイト
- Asteriskオフィシャルサイト